# Musikfachhändler
Musikfachhändler ist ein Ausbildungsberuf in Deutschland. Musikfachhändler arbeiten in Musikgeschäften, Kaufhäusern oder im Internetversandhandel.

## Berufsbild
Der Ausbildungsberuf des Musikfachhändlers löste 2009 mit der Neuordnung des Berufsbildungsgesetzes BBiG das Berufsbild des Musikalienhändlers ab. Mit der Neuorganisation der Ausbildung wurden inhaltliche Erweiterungen vorgenommen, die Veränderungen in Sortiment, Handel und Informationstechnik berücksichtigten.
Neben Musikalien handelt der Musikfachhändler mit Musikinstrumenten, Musikanlagen und Tonträgern.
Der Tätigkeitsschwerpunkt des Musikfachhändlers liegt in Vorführung und Beratung. Ferner platziert und präsentiert er Waren, kümmert sich unter anderem um den Warennachbezug, wickelt das Bar- und Rechnungsgeschäft ab und erledigt die Buchführung.

## Ausbildung
Die Ausbildung dauert in der Regel drei Jahre. Voraussetzung ist ein Hauptschulabschluss, in der Praxis werden vermehrt Realschüler und Abiturienten eingestellt. Die Fähigkeiten des Notenlesens und das Spielen eines Instrumentes sind von Vorteil. In der Ausbildung wird man auf ein Gebiet des Musikfachhändlers spezialisiert (Musikalien, Instrumente und Tonträger). Für den Musikfachhändler existiert eine einzige Berufsschule, die Staatliche Berufsschule für Geigenbauer und Zupfinstrumentenmacher in Mittenwald. Als duale Ausbildung findet die Ausbildung zum Musikfachhändler sowohl in einer Berufsschule als auch im Ausbildungsbetrieb statt. Während in der Berufsschule beispielsweise Inhalte wie die Analyse des Einflusses von Mode, Sport und Medien auf Musiktrends vermittelt werden, steht im Betrieb die praktische Tätigkeit in Verkaufs- und Büroräumen im Musikalien- und Tonträgerhandel im Mittelpunkt.